# Wayne Escoffery
Wayne Escoffery (London, 1975. február 23. –) angol-amerikai Grammy-díjas  dzsessz-szaxofonos.

## Pályakép
1986-ban édesanyjával a connecticuti New Havenbe költöztek. Tizenegy éves korától a New Haven Trinity Boys kórusban énekelt, mellette szaxofonozni tanult. 16 éves korától már csak a szaxofonra koncentrált. A New York-i Jazzmobile-ban, egy New Haven-i zeneiskolában és a New Haven-i Művészeti Oktatási Központban tanult tovább.
1997 és 1999 között a bostoni New England Konzervatórium Thelonious Monk Jazz Performance Intézetében folytatta tanulmányait. Ekkor már egy turnéra is elment Herbie Hancockkal. 1999-ben New Yorkba költözött és hivatásos zenész lett.

## Lemezek
- 2001: Times Change
- 2004: Intuition
- 2007: Veneration: Live at Smoke
- 2007: If Dreams Come True – Carolyn Leonhart & Wayne Escoffery
- 2008: Hopes and Dreams – Wayne Escoffery & Veneration
- 2009: Uptown
- 2010: Tides of Yesterday – Carolyn Leonhart & Wayne Escoffery
- 2012: The Only Son of One
- 2014: Live at Firehouse 12
- 2015: Live at Smalls + David Kikoski, Ugonna Okegwo, Ralph Peterson Jr.
- 2016: Black Art Jazz Collective – (Side Door Jazz Club) Jeremy Pelt, James Burton III, Xavier Davis, Vincente Archer, Johnathan Blake
- 2018: Vortex + David Kikoski, Ugonna Okegwo, Ralph Peterson Jr., Jeremy Pelt, Kush Abadey, Jaquelene Acevedo
- 2018: Black Art Jazz Collective – Armor Of Pride, Jeremy Pelt, James Burton III, Xavier Davis, Vincente Archer, Johnathan Blake
- 2020: The Humble Warrior with David Kikoski, Ugonna Okegwo, Ralph Peterson Jr., Randy Brecker, David Gilmore

## Díjak
- 2010: Grammy-díj